# Tschumaky (Nikopol)
Tschumaky (ukrainisch Чумаки; russisch Tschumaki) ist ein Dorf in der ukrainischen Oblast Dnipropetrowsk mit etwa 1200 Einwohnern (2004).

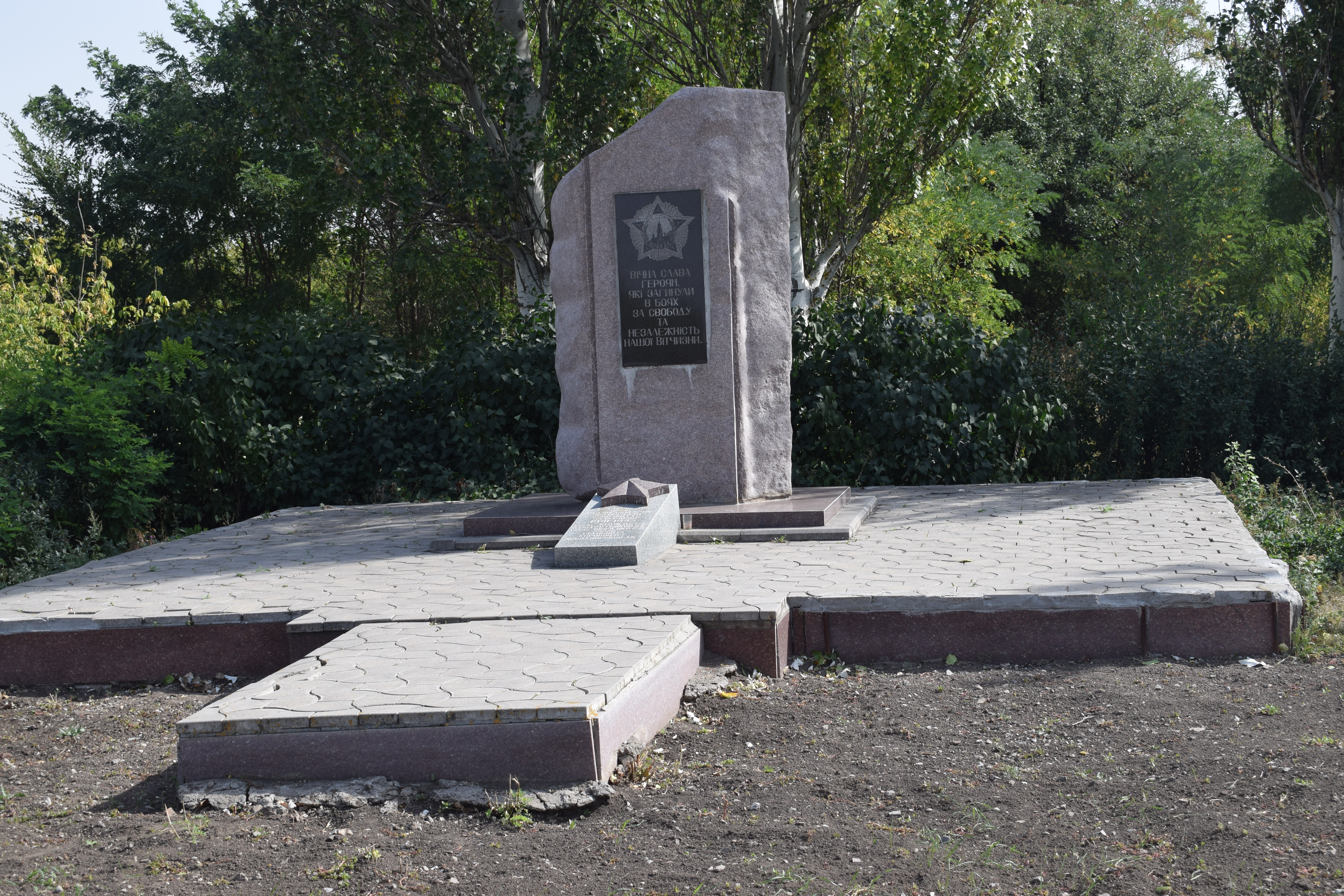
Denkmal im Ort

Das 1741 erstmals schriftlich erwähnte Dorf liegt am Ufer der Kamyschewata Sura (Камишевата Сура), einem 55 km langen Nebenfluss der Mokra Sura, und an der Territorialstraße T–04–20, 20 km nordwestlich vom ehemaligen Rajonzentrum Tomakiwka und etwa 80 km südwestlich der Oblasthauptstadt Dnipro.
Am 28. August 2016 wurde das Dorf der neugegründeten Siedlungsgemeinde Tomakiwka, bis dahin bildete es zusammen den Dörfern Krutenke (Крутеньке) und Tscherwonyj Jar (Червоний Яр) die gleichnamige Landratsgemeinde Tschumaky (Чумаківська сільська рада/Tschumakiwska silska rada) im Norden des Rajons Tomakiwka.
Am 17. Juli 2020 kam es im Zuge einer großen Rajonsreform zum Anschluss des Rajonsgebietes an den Rajon Nikopol.

## Persönlichkeiten
- Mykola Kapustjanskyj (1879–1969); Ukrainischer General und Leitungsmitglied der OUN.